# Herkulesbrunnen (Worms)

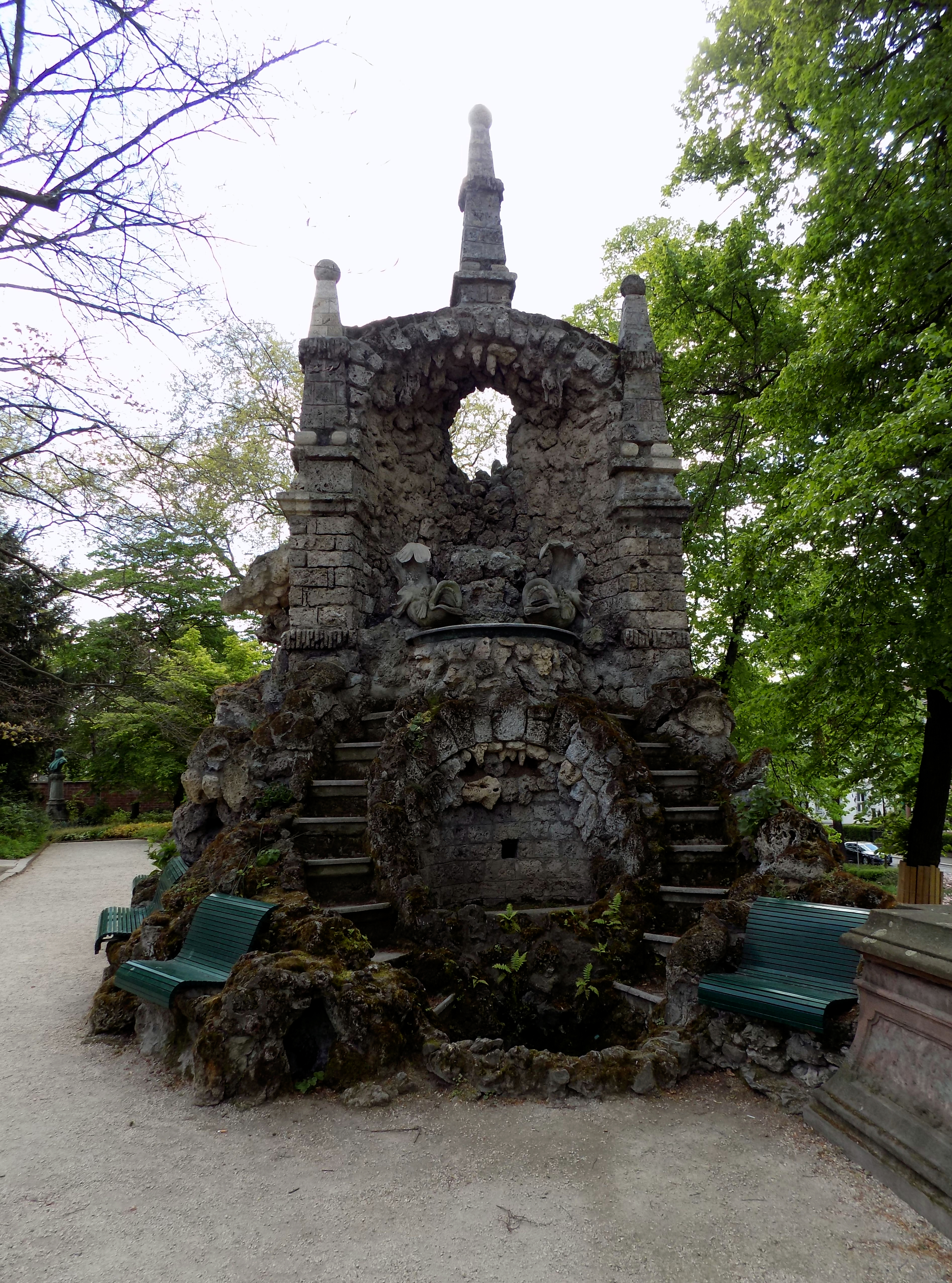
Der Herkulesbrunnen in Worms

Der Herkulesbrunnen ist ein Brunnen in der rheinland-pfälzischen Stadt Worms.

## Geografische Lage
Der Brunnen wurde als Abschluss eines erhalten gebliebenen Teils der aus dem Mittelalter stammenden, heute unter Denkmalschutz stehenden, westlichen Stadtmauer errichtet. Er überragt sie um mehrere Meter.

## Geschichte
Anlass war die Gartengestaltung des Heylshofs, damals die Stadtvilla des Lederfabrikanten Cornelius Heyl und seiner Nachfahren. Er erwarb im Rahmen der Nationalgüterversteigerung der französischen Regierung am 18. April 1805 die Ruinen des bischöflichen Schlosses am Dom, mitsamt der dazugehörenden Hofkellerei, dem Hof und dem Schlossgarten und von der Stadt die angrenzende Stadtmauer. Hier errichtete er den Heylshof mit einer umgebenden Parkanlage. Errichtet wurde der Brunnen im ausgehenden 19. Jahrhundert, als der Heylshof von dem Unternehmer, Kunstsammler und Mäzen Cornelius Wilhelm von Heyl zu Herrnsheim genutzt wurde.

## Beschreibung

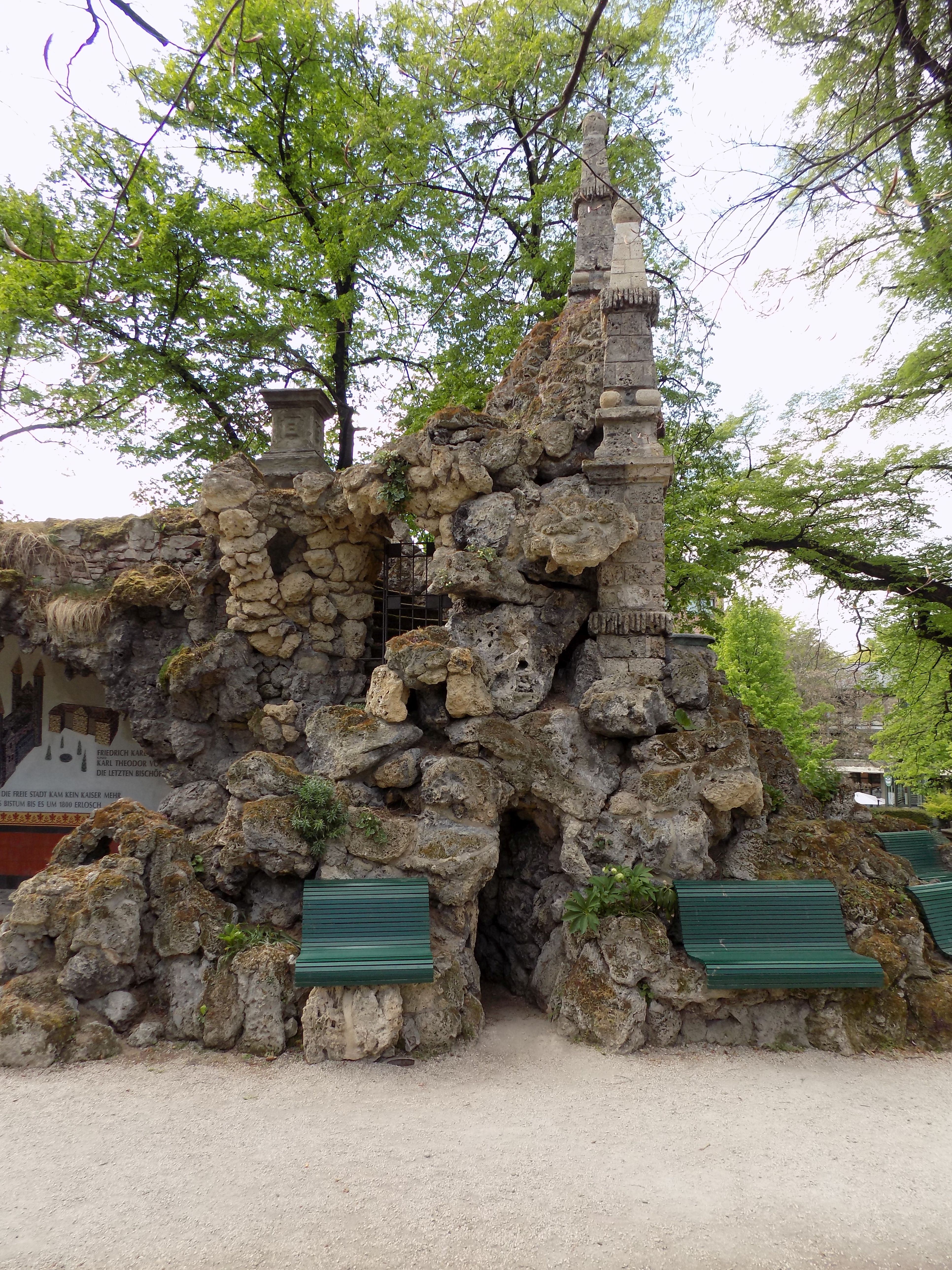
Seitenansicht des Brunnens

Vorbild des Wormser Herkulesbrunnens ist eine bedeutende Grottenanlage im Hofgarten des Schlosses in Veitshöchheim aus dem 18. Jahrhundert, die allerdings 1945 zerstört wurde.
In der Ausführung ist der Brunnen zweigeteilt: Im unteren Bereich befindet sich eine zweiläufige Kaskade, der obere Bereich ist einer Grotte nachempfunden, in der früher eine „Herkulesstatue“ stand, die von dem  Bildhauer Ferdinand Tietz erschaffen wurde und sich heute im benachbarten Museum im Heylshof befindet. Die restauratorischen Untersuchungen der letzten Zeit haben aber ergeben, dass die Figur tatsächlich einen „Mohren“ darstellt. Der Brunnen besteht im Kern aus Ziegelmauerwerk, der von Kalktuff umgeben ist, der vielleicht aus der Schwäbischen Alb stammt. Dieser wird von Mörtel und gusseisernen Stangen  zusammengehalten. An der Rückseite des Brunnens besteht ein (heute vergitterter) Aufgang zur westlichen Stadtmauer.
Der Herkulesbrunnen in Worms wird wegen Korrosionsschäden derzeit (April 2017) umfassend restauriert und saniert. Die Finanzierung übernimmt neben der Stadt Worms und dem Museum Heylshof die in Osnabrück ansässige Deutsche Bundesstiftung Umwelt.